# Référendum guatémaltèque de 2018
Un  référendum  a lieu le 15 avril 2018 au Guatemala. La population se prononce pour le recours à la Cour internationale de justice pour résoudre le différend frontalier l'opposant au Belize, conformément à un accord passé entre les deux pays fin 2008. Le Guatemala revendique une importante partie du Belize voisin, représentant plus de la moitié de son territoire.
Malgré une très faible participation, la proposition est approuvée à une très large majorité. Le Guatemala et le Belize, dont la population approuve elle aussi l'accord l'année suivante, devraient donc résoudre pacifiquement leur conflit frontalier par le biais de la Cour internationale de justice.

## Historique

Territoire revendiqué par le Guatemala
Territoire non revendiqué

Le différend portant sur la frontière entre le Belize et le Guatemala remonte à 1821.
Le Belize devait initialement mettre en œuvre un référendum dans les mêmes termes simultanément à celui-ci, mais son organisation est reportée notamment en raison d'une modification nécessaire de la loi électorale bélizienne, qui imposait une majorité qualifiée de 60 %.

## Question
La question posée en espagnol est la suivante :
« ¿Está de acuerdo que cualquier reclamo legal de Guatemala en contra de Belice sobre territorios continentales e insulares y cualesquiera áreas marítimas correspondientes a dichos territorios sea sometido a la Corte Internacional de Justicia para su resolución definitiva y que esta determine las fronteras de los respectivos territorios y áreas de las partes? »
Soit en français :

« Approuvez-vous de confier les revendications légales du Guatemala sur le Belize concernant les territoires continentaux et insulaires et toutes les aires maritimes associées à ces territoires à une décision finale de la Cour internationale de justice et à ce que soient ainsi déterminées les frontières des territoires respectifs des deux parties ? »

## Résultat
La loi électorale guatémaltèque fait la distinction entre un vote invalide, du fait d'inscriptions délibérément non conformes sur le bulletin, d'un vote nul, ne pouvant être interprété. Les bureaux de vote sont ouverts de 7h à 18h.
| Choix                  | Votes     | %     |
| ---------------------- | --------- | ----- |
| Pour                   | 1 780 530 | 95,88 |
| Contre                 | 76 602    | 4,12  |
|                        |           |       |
| Votes valides          | 1 857 132 | 92,64 |
| Votes blancs           | 90 420    | 4,51  |
| Votes nuls             | 43 612    | 2,18  |
| Votes invalides        | 13 565    | 0,68  |
| Total                  | 2 004 729 | 100   |
| Abstention             | 5 518 191 | 73,35 |
| Inscrits/participation | 7 522 920 | 26,65 |

## Suites
Le Belize voisin approuve également l'accord par référendum le 8 mai 2019, ouvrant la voie à une médiation de la Cour internationale de Justice (CIJ). Selon les termes de l'accord de 2008, le Belize a un mois pour transmettre le résultat du référendum à la CIJ, ce qu'il fait le 7 juin. La demande commune est acceptée le 12. Le Guatemala dispose à partir de cette date d'un an pour avancer ses revendications et ses arguments, après quoi le Belize bénéficiera du même délai pour présenter les siens, suivi d'une période de six mois de débat leur permettant de réfuter les arguments adverses, avant que la Cour ne rende son verdict,. Le 8 avril 2020 cependant, en raison de la pandémie de Covid-19, le Guatemala demande à la CIJ de proroger de douze mois le délai pour le dépôt du mémoire. Le Belize s'y oppose le 15 avril, proposant à la place une prorogation du délai réduite à 2 mois. La CIJ tranche finalement en reportant du 8 juin 2020 au 8 décembre 2020 la date d’expiration du  délai pour le dépôt du dossier de la République  du Guatemala et du 8 juin 2021 au 8 juin 2022 celui du contre dossier du Belize,. Le Guatemala dispose d'un délai courant jusqu'au 8 décembre 2022 pour soumettre à la Cour une réplique au contre dossier bélizien, et le Belize jusqu'au 8 juin 2023 pour soumettre une duplique à la réplique guatémaltèque.
Le dépôt des dossiers écrits est suivi de débats oraux au cours desquels les deux pays avancent leurs revendications devant un panel de 15 juges de la CIJ à la cour de La Haye. La décision de cette dernière, légalement contraignante et sans appel, n'est pas attendue avant plusieurs années.